# Filialkirche Weichselboden

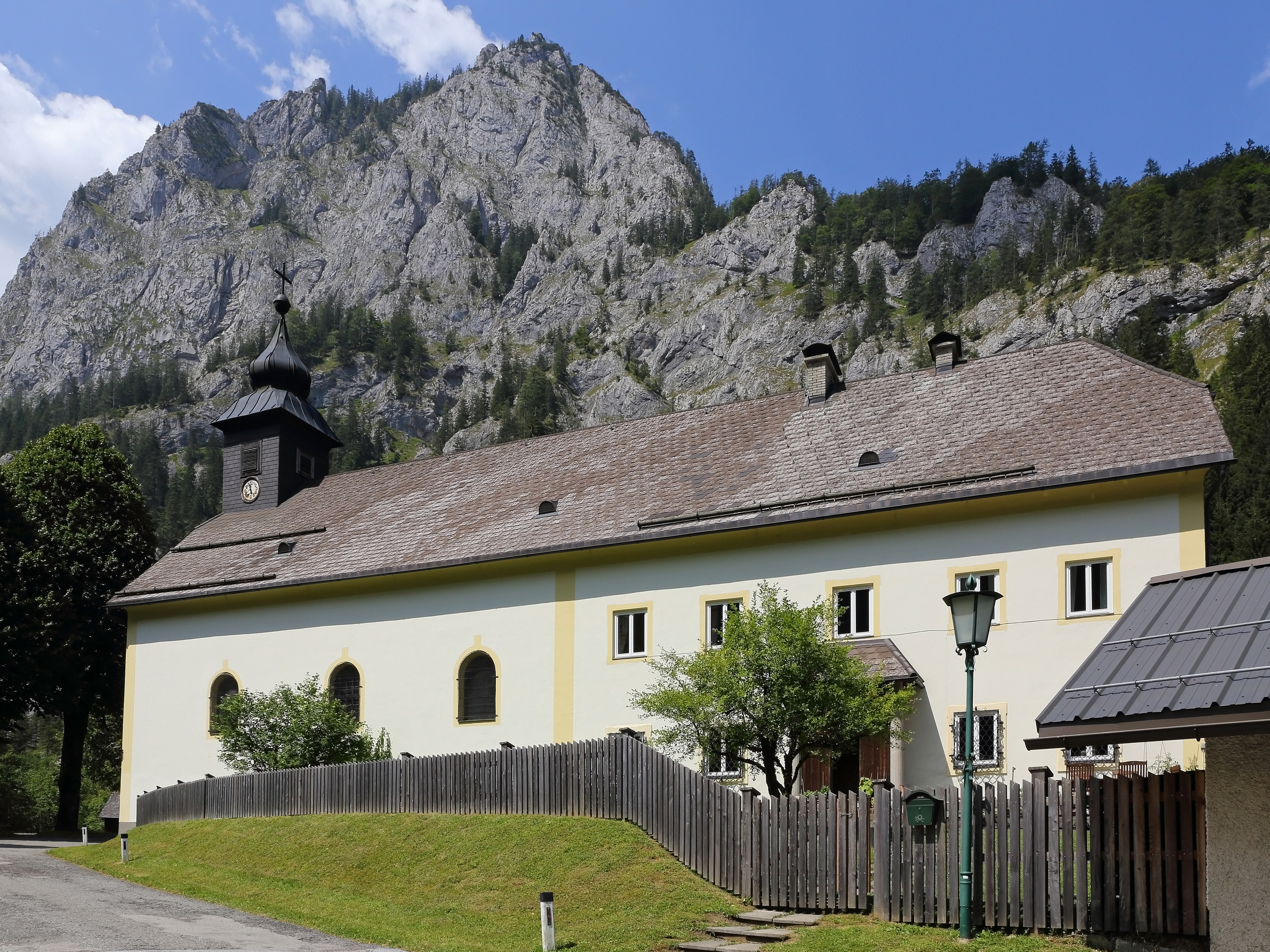
Johanneskirche in Weichselboden

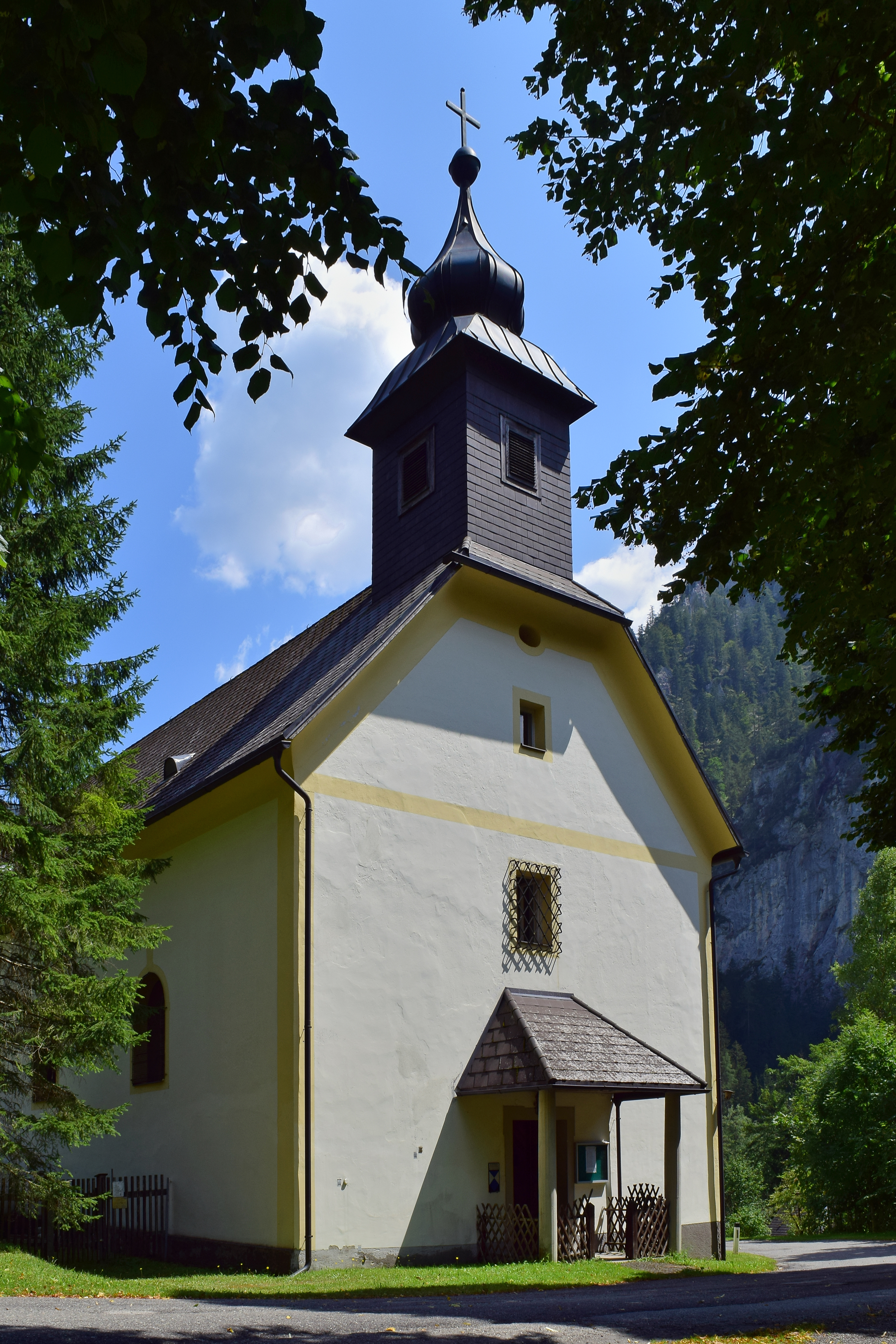
Eingangsportal

Die Filialkirche Weichselboden in der Katastralgemeinde Weichselboden der Gemeinde Mariazell ist eine römisch-katholische Filialkirche der Pfarre Gußwerk im Bezirk Bruck-Mürzzuschlag im Bundesland Steiermark. Sie ist Johannes in der Wüste geweiht.

## Geschichte
Die Innerberger Hauptgewerkschaft in Eisenerz übernahm die Kosten für die Errichtung der Kirche und übernahm später auch das Patronat. Die Grundsteinlegung für die Kirche erfolgte am 30. Juni 1773.
Die Gründung der Pfarre erfolgte noch vor Fertigstellung des Gotteshauses, am 16. August 1774 in der Basilika Mariazell im Beisein des Abtes Berthold von St. Lambrecht und K. K. Ober Guberialrath Freiherr von Hölleg und Oberkammergraf Edler von Gruber von der Innerberger Hauptgewerkschaft.
Am 21. September 1777 wurde die Kirche dem hl. Johannes in der Wüste geweiht.
Im Jahre 1774 wurde eine drei Zentner schwere Glocke angeschafft. 1820 erhielt die Kirche eine ebenfalls in Steyr gegossene vier Zentner Glocke. 1914 hatte die Kirche vier Glocken. Im Ersten Weltkrieg mussten drei von ihnen abgeliefert werden.
Gründliche Renovierungen erfolgten in den Jahren 1856 und 1932. Besonders in den Jahren von 1845 bis 1860 konnten Dank namhafter Spender viele Kirchengeräte angeschafft werden wie etwa Fahnen, Teppiche, Leuchter und Gewänder. Großzügige Wohltäter waren beispielsweise Erzherzog Johann und Gemahlin Anna Plochl, Herzog von Bordeaux, Herzog Robert von Parma, Prinz Heinrich von Bobon, Herzog von Modena, Gräfin Szechengi von Ungarn, Gräfin von Morsin.
Die 14 Kreuzwegstationen wurden 1849 vom Waldhüter Johann Gollner gestiftet.
Die ehemalige Pfarrkirche ist seit dem Jahr 2000 Filialkirche der Pfarre Gußwerk.

## Architektur und Ausstattung
Die Kirche ist in drei bauliche Elemente unterteilt (Pfarrhaus, Langhaus, Chor). Bei dem Gotteshaus handelt es sich um eine einschiffige dreijochige Saalkirche im josephinischen Stil mit geraderem Chorabschluss, an den der Pfarrhof unmittelbar anschließt. Die Kirche hat ein Satteldach mit Dachreiter.
Holz ist das dominierende Material, daran orientiert sich auch die Farbgestaltung der Wände und der Außenfassade. Das Hauptaltarbild zeigt die Predigt des hl. Johannes in der Wüste und wurde von einem Kunsthändler namens Tempos aus Mariazell gestiftet, erst 1966 wurde es als ein Werk des Barockmalers Martin Johann Schmidt erkannt. Es ist um das Jahr 1785 entstanden. Der Tabernakel, die Kerzenleuchter, Engel und Seitenteile des Hochaltares stammen aus derselben Zeit. Die Kanzel ist spätbarock mit gebauchtem Korb und Bildern der vier Evangelisten. Der Seitenaltar ist mit einer einfachen Kopie der Mariazeller Muttergottes und silbernen Rokokoleuchtern ausgestattet. Erwähnenswert sind auch noch die beiden Glasfenster aus dem Jahr 1934, die den hl. Hubertus sowie den hl. Klemens zeigen. Zum Inventar zählen auch die einfache hölzerne Musikempore, ein Bild der hl. Anna sowie eines der lesenlehrenden Maria und eines des hl. Josef.